# Condylostylus yaromi
Condylostylus yaromi är en tvåvingeart som beskrevs av Grichanov 1999. Condylostylus yaromi ingår i släktet Condylostylus och familjen styltflugor.
Artens utbredningsområde är Uganda. Inga underarter finns listade i Catalogue of Life.